# Isla Aguni
Isla Aguni (粟国島 Aguni-jima?) es el nombre que recibe una isla en el sur de Japón, que forma parte de las islas Okinawa (en el grupo de las islas Ryukyu), la principal villa de la isla es Aguni y administrativamente está incluida en la prefectura de Okinawa. Tiene una superficie de 7,64 kilómetros cuadrados. Posee 890 habitantes. Dispone de un servicio de transbordador que opera la ruta entre Aguni y Okinawa.